# 比切林
比切林 (羅馬化：Pchelin) 是保加利亚东南部规划区布尔加斯州松古尔拉雷市的一个村庄。该村面积为9.947平方公里，2013年时人口56人。